# Efterskolesangbogen
Efterskolesangbogen udgives af Efterskoleforeningen. Sangbogen er målrettet efterskoleelevers ungdomsliv, eksistentielle og personlige identitetsdannelse samt årets gang på efterskolen. Den indeholder 178 af de mest populære efterskolesange - både gamle klassikere og helt nye danske og udenlandske sange. 
Sangbogen udkommer hvert fjerde år i ny udgave. Efterskoleelever og lærere på alle landets efterskoler inviteres hver gang til at bidrage med forslag til sange og øvrigt indhold.
Efterskolesangbogen udkom første gang i 2016. Denne første udgave samt 2. udgave (2019) blev udgivet af KFUM og KFUK, som oprindeligt tog initiativet til Efterskolesangbogen. 
Efterskoleforeningen overtog Efterskolesangbogen pr. 1. januar 2023.
Efterskolesangbogen udkom i 3. udgave i juni 2023.

## Baggrund
Målet med Efterskolesangbogen er at styrke sangtraditionen blandt unge. Fællessang er for mange en stor del af det at gå på efterskole, og det er med til at skabe fællesskab, når mange unge med forskellige baggrund mødes og synger sammen.
Efterskolesangbogen er mere end en sangbog – den er designet til også at samle minder fra efterskoletiden, og på den måde være med til at bringe disse oplevelser med fællessang ind i efterskoleelevens videre ungdoms- og voksenliv. Eleverne har plads til at notere konkrete minder fra efterskolen i sangbogen, og der er plads til de ting, der fylder meget i efterskolelivet, som f.eks. kæresterier, sport, musik og udflugter. Det gør den helt personlig og til et minde for livet.
Mange af sangene er skrevet i tonearter, der ligger lidt lavere end normalt og fungerer derfor godt til fællessang, ligesom der er lavet lette andenstemmer til flere sange. Der er desuden et afsnit, hvor man med akkorder og små tips kan komme godt i gang med at lære at spille klaver, ukulele og guitar.
Udover den fysiske elev-sangbog får man som efterskole også adgang til en online udgave af sangbogen, hvor alle sangtekster er skrevet ind på slides, der kan vises på storskærm. Til en lang række af sangene er der også videoer, hvor sangskriverne kommenterer deres sange.

## Efterskolesangbogens indhold
De 178 sange er inddelt i 12 emner. Sangene er valgt ud fra flere kriterier; de er målrettede efterskoleelevernes ungdomsliv, deres eksistentielle og personlige identitetsdannelse samt årets gang på efterskolen, de er valgt ud fra deres popularitet på efterskolerne og således at de repræsenterer bredden i den danske sangtradition. Der er en god blanding af gamle klassikere og helt nye danske og udenlandske sange, og der er lagt stor vægt på at sangene skal være egnede til fællessang.
Indhold i 3. udgave:

### Fællesskab
- Brusende toner
- Det bedste jeg ved
- En kort, en lang
- Fix you
- Flyvende Faduma
- Her er mit sted
- Hey Jude
- Hvor er tiden der ta’r os
- Kaj og Andreas duet (Vennesangen)
- Nydningen
- Open wide
- Stjernerne
- Tears in heaven
- Vejen hjem
- Vem kan segle forutan vind
- With A Little Help From My Friends

### Livsmod
- Alt er godt
- Barndommens land
- Begyndelse (Det er så smukt at begynde)
- De smukke unge mennesker
- Et hus at komme til
- Held og lykke
- Hjem
- Hvad skal verden med sådan en som mig?
- Jeg elsker den brogede verden
- Joanna
- Let it be
- Livstræet (Der er så meget der kan trykke)
- Op, al den ting, som Gud har gjort
- Ord*skaber
- Papirsklip
- Puslespil
- Sikke en sang
- Til Ungdommen (Kringsatt av fiender)
- Tusind farver
- Ud under åben himmel
- What a life
- Åbent hjerte

### Identitet
- At kende sig selv
- Barndommens gade
- Det levende ord
- Dåser rasler i morgengry (Lille mand)
- Er lyset for de lærde blot
- Flying
- Hallelujah
- Har været på vingerne
- Hvad tænker Ingrid på?
- I hjerterne begynder
- Lifetime
- Linedanser (Kære linedanser)
- Man er som man er
- Noget om helte (Livet er en morgengave)
- Puff
- På en strimmel sand
- Smukke skud
- This is my life
- Troen er ikke en klippe
- Vi kommer alle et sted fra
- Wonderwall

### Ansvar
- Der er altid et sted på jorden
- Det regner med muligheder
- Dommen er faldet, ingen appel
- Du satte dig selv i de nederstes sted
- Du skal plante et træ
- Du spør mig om håbet
- En enkel sang om frihed
- Et lysår - en stjerne
- For at tænde lys
- Gi' os lyset tilbage
- Hvor du sætter din fod
- Imagine
- Julies sprog (Fast som en klippe)
- Menneske, din egen magt
- Midt om natten
- Rejsen begynder med årvågne sanser
- Sat her i forvirringstiden

### Kærlighed
- Danse i måneskin
- De første kærester på månen
- Du er det fineste jeg ved (Sang til friheden)
- Du kom med alt det der var dig
- Fortabt er jeg stadig
- Forårsdag
- Heaven
- Hjem fra fabrikken
- Hurtige hænder
- Jeg vil la' lyset brænde
- Kald det kærlighed
- Kanterne
- Kvinde min
- Leaving on a jet plane
- Love someone
- Skybrud
- Som solskin over mark og hav
- Størst af alt er kærlighed
- Så længe jeg lever
- Sådan nogen som os
- Til min Marie (Hvad er det, min Marie)
- Vi elsker altid rigtigt
- Visen om de atten svaner (Jeg drømte om atten svaner i nat)
- Øde ø

### Danmark
- Danmark (Lige meget hvem du er…)
- Danskerne findes i mange modeller
- Der er et yndigt land
- En lærke letted (Danmark frit)
- Frihedens lysdøgn
- Frit land
- I Danmark er jeg født
- Jens Vejmand
- Jutlandia
- Min frihed er en lille fugl i hånden
- Skipper Klements morgensang
- Stenen slår smut
- Sådan ligger landet

### Efterår
- I det smukke efterår
- Jeg vil male dagen blå (Regnvejrsdag i november)
- Mørk er november
- Nu falmer skoven
- Sensommervise (Æbler lyser rødt på træernes grene)
- Septembers himmel er så blå

### Vinter
- Dejlig er den himmel blå
- Dejlig er jorden
- Der er noget i luften
- Det er hvidt herude
- En stjerne skinner i nat
- En vintermorgen
- Glade jul, dejlige jul
- Happy Christmas (War Is Over)
- Hold håbet op
- Hvad er det, der gør jul til noget særligt
- I en stjerneregn af sne
- Kongespil
- Lille Messias
- Lille store verden
- Nu tændes tusind julelys
- Selmas sang
- Vinter viser vej

### Forår
- Anemonesangen
- Den blå anemone (Hvad var det dog der skete?)
- Det er forår. Alting klippes ned (Hilsen til forårssolen)
- Det er i dag et vejr
- Du kom til vor runde jord
- Idas sommarvisa (Du ska inte tro det blir sommar)
- Jeg ved en lærkerede
- Lyse nætter
- Noget om kraft (Med store undrende øjne)
- Påskeblomst! hvad vil du her
- Som en morgen, når solen står strålende op
- Syng for livet
- Vårvise

### Sommer
- Danmark, nu blunder
- Det dufter lysegrønt af græs
- Midsommervisen
- Sommerens ø
- Sommersang uden sol

### Morgen
- Buster
- Den signede dag med fryd vi ser
- Denne morgens mulighed
- Godmorgen, lille land
- I østen stiger solen op
- Må din dag få glæde
- Nu blitzer edderkoppespind i graner
- Se, nu stiger solen
- Solen begynder at gløde
- Som sol der rammer klodernes gang
- Svantes lykkelige dag (Se, hvilken morgenstund)
- Vi ser det i de klare nætters himmel

### Aften
- Aftenhimlens strålesymfoni
- Du, som har tændt millioner
- Elefantens vuggevise
- Et hav, der vugger sig til ro
- Fuld af nattens stjerner
- I skovens dybe stille ro
- Malaga
- Nu er jord og himmel stille
- Nu går solen sin vej
- Nu svinder dagen bort bag aftenskyer
- Store tavse aftenhimmel
- Under stjernerne på himlen

## Ekstern henvisning
Efterskolesangbogens officielle hjemmeside Arkiveret 19. september 2016 hos  Wayback Machine